# پتار شگویچ
پتار شگویچ (انگلیسی: Petar Šegvić؛ ۲۵ ژوئن ۱۹۳۰ – ۷ ژوئن ۱۹۹۰) قایقران روئینگ اهل یوگسلاوی بود.
وی در مسابقات کشوری و بین‌المللی در مجموع برندهٔ ۱ مدال طلا شده‌است.